# Electric Café
Electric Café is een album van de Duitse groep Kraftwerk.

## Nummers

### Engelse versie
1. "Boing Boom Tschak" – 2:57
2. "Techno Pop" – 7:42
3. "Musique Non-Stop" – 5:45
4. "The Telephone Call" – 8:03
5. "Sex Object" – 6:51
6. "Electric Café" – 4:20

### Duitse versie
1. "Boing Boom Tschak" – 2:57
2. "Techno Pop" – 7:42
3. "Musique Non-Stop" – 5:45
4. "Der Telefon-Anruf" – 8:03
5. "Sex Objekt" – 6:51
6. "Electric Café" – 4:20

### Spaanse versie
1. "Boing Boom Tschak" – 2:57
2. "Techno Pop" – 7:42
3. "Musique Non-Stop" – 5:45
4. "The Telephone Call" – 8:03
5. "Sex Object" – 6:51
6. "Electric Café" – 4:20

Opmerking: In Spanje werd het album uitgegeven in twee versies. De eerste was de gewone Engelse/internationale versie, en de andere een lokale Edicion Española versie. Deze verscheen in het begin van 1987, waarbij de teksten van "Techno Pop" en "Sex Object" in het Spaans gezongen werden. De enkel-Spaans vinyl album werd kort na de uitgave uit omloop genomen door een productiefout en is daarna niet meer uitgebracht op cd. Beide versies waren wel beschikbaar op cassette.